# Köln-Krefelder Eisenbahn-Gesellschaft

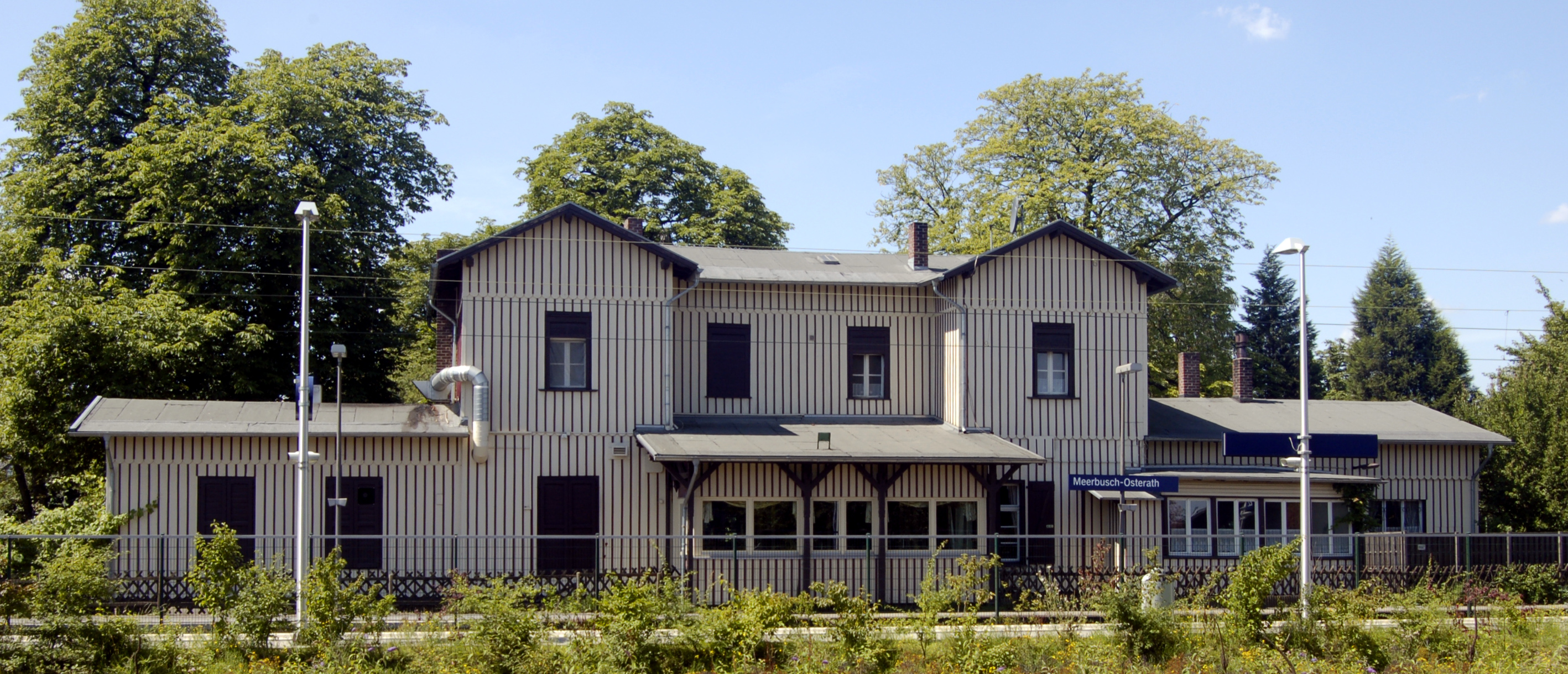
Der denkmalgeschützte, 1856 von der CCE erbaute Bahnhof in Osterath, Ansicht der Gleisseite

Die Köln-Krefelder Eisenbahn-Gesellschaft (anfangs Cöln-Crefelder Eisenbahn-Gesellschaft, kurz CCE)  wurde 1853 in Köln mit dem Ziel gegründet, eine Eisenbahnlinie von Köln nach Krefeld, dem Mittelpunkt der deutschen Samt- und Seidenherstellung, zu bauen. Von Anfang an übernahm die Aufgaben des Bahnbaus und der Verwaltung der preußische Staat, der sie der königlichen Direktion der Aachen-Düsseldorf-Ruhrorter Eisenbahn-Gesellschaft unterstellte.
Am 15. November 1855 wurde die erste Teilstrecke mit einer Länge von 35 km von Köln bis Neuss eröffnet, die zweite bis Krefeld folgte am 26. Januar 1856. Damit war die gesamte Bahn 54 km lang. In Köln endete die Strecke neben dem Bahnhof Am Thürmchen der Rheinischen Eisenbahn. Die CCE blieb in ihren Ergebnissen hinter den Erwartungen zurück. Daher veräußerte man das Unternehmen mit Wirkung vom 1. Juli 1860 an die Rheinische Eisenbahn-Gesellschaft. Als diese in das Eigentum des preußischen Staates überging, umfasste das auch die Köln-Krefelder Eisenbahn.
Die ehemalige Strecke der CCE bildete den Grundstock für die heutige Linksniederrheinische Strecke.

## Weblink
- Concessions-Urkunden betreffend die Anlage einer Eisenbahn von Cöln über Neuß nach Crefeld